# Apollónův pád
Apollónův pád (v anglickém originále The Trials of Apollo) je pětidílná série fantasy dobrodružných románů napsaná americkým autorem Rickem Riordanem, která tvoří volné pokračování série Bohové Olympu (Heroes of Olympus). Děj je nastaven ve stejném světě jako ostatní Riordanovy příběhy a odkazuje na znaky a události z dřívějších sérií.
První kniha série, která nese název Utajené orákulum (The Hidden Oracle), byla v USA vydána 3. května 2016. Druhá kniha, Temné proroctví (The Dark Prophecy), vyšla 2. května 2017. Dne 1. května 2018 byla publikována třetí kniha s názvem Zrádný labyrint (Burning Maze). V pořadí čtvrtá kniha série, Hrobka nemrtvých (The Tyrant's Tomb), vyšla 1. října 2019. Pátý a poslední díl byl vydán 29. září 2020 a jmenuje se Neronova pevnost (The Tower of Nero).
Další doplňující kniha Camp Half-Blood Confidential byla vydána vedle hlavní série.

## Seznam knih
- Utajené orákulum (The Hidden Oracle)
- Temné proroctví (The Dark Prophecy)
- Zrádný labyrint (Burning Maze)
- Hrobka nemrtvých (The Tyrant's Tomb)
- Neronova pevnost (The Tower of Nero)